# ليونارد هول
ليونارد هول (بالإنجليزية: Leonard Hall) (مواليد 1908) هو ملاكم جنوب أفريقي، مثّل بلاده في الألعاب الأولمبية الصيفية 1928.

## روابط خارجية
ليونارد هول على موقع أوليمبيديا (الإنجليزية)